# Letališče Jyväskylä
Letališče Jyväskylä je letališče na Finskem, ki primarno oskrbuje Jyväskylö.